# The Heirloom
Pour plus de détails, voir Fiche technique et Distribution.
The Heirloom (宅變, Zhai bian) est film d'horreur taïwanais réalisé par Leste Chen, sorti en 2005.

## Introduction
Le film débute en décrivant une tradition chinoise ou taïwanaise peu connue qui veut que l'on élève de jeunes fantômes. De nombreuses familles aisées se procureraient un fœtus mort et le nourriraient du sang d'un membre de leur famille afin de s'approprier le pouvoir du fantôme. Ces enfants fantômes étaient incroyablement utiles : non seulement ils pouvaient être utilisés pour augmenter la fortune/ chance d'une famille, mais ils pouvaient aussi se débarrasser des ennemis de la famille.

## Synopsis
James Yang hérite d'un vieux manoir que lui ont légué ses parents décédés à Taipei.Il s'installe dans la magnifique mais épouvantable demeure avec sa petite amie Yo, qui est une merveilleuse danseuse. Ils célèbrent leur emménagement avec deux amis, Yi-Chen et Cheng. Yi-Chen commence à explorer la maison avec Yo, et les deux femmes se rendent au grenier encore inexploré. Yi-Chen, qui est journaliste, se voit forcée de prendre quelques photos de la famille Yang dont les photos recouvrent complètement le mur. Le lendemain, Yi-Chen apparaît mystérieusement dans leur maison à minuit, et des choses étranges commencent à arriver à leur ami Cheng. Finalement, Cheng est retrouvé mort dans sa salle de bains, mystérieusement tué par pendaison à minuit, bien qu'aucune corde n'ait été retrouvée sur le site.
Avec l'aide de Yi-Chen, Yo se bat pour découvrir la cause de ces événements troublants. Bientôt, elle découvrira des choses étranges au sujet de la demeure des Yang, et des ancêtres de son petit ami.